# Masarykovo náměstí 92 (Karviná)
Městský dům čp. 92 stojí na Masarykově náměstí ve Fryštátě v Karviné. V roce 1993 byl prohlášen kulturní památkou.

## Popis
Původní velkoměšťanský dům s právem šenku má zachovalou renezanční dispozici a část kleneb. Po požáru města v roce 1823 byl opraven, další stavební úpravy proběhly kolem let 1847 a 1870 dále pak ve 20. století.

### Exteriér
Městský dům je dvoupatrová zděná omítaná stavba v řadové zástavbě se sedlovou střechou krytou plechem. Hladká brizolitová fasáda je členěna čtyřmi okenními osami a profilovanou korunní římsou. Okna mají ploché šambrány. V přízemí je prolomen vchod, po jehož stranách jsou výkladce. Zadní fasáda je hladká brizolitová s výklopnými okny.

### Interiér
Přední místnost (bufet) má křížovou klenbu. Mázhaus má valenou klenbu mezi pasy, pruskou klenbu a valenou klenbu s výsečemi. Prostor mázhauzu je vlevo rozdělen vestavěnými příčkami sociálního zařízení a vpravo je schodiště do patra a schodiště do sklepa s valenou cihlovou klenbou. Prostory kuchyně a skladiště jsou zaklenuty křížovou klenbou. Restaurační místnost má okna do dvora a plochý strop. Valenou klenbou je zaklenutá tunelová chodba vedoucí do dvora. V patře mají valenou klenbu chodba a místnost uprostřed dispozice.